# Кроче (Венеција)
Кроче (итал. Croce) је насеље у Италији у округу Венеција, региону Венето.
Према процени из 2011. у насељу је живело 745 становника. Насеље се налази на надморској висини од 2 м.